# Nowy (film 2002)
Nowy (ang. The New Guy) – komedia filmowa produkcji amerykańskiej w reżyserii Eda Dectera z 2002 roku.

## Obsada
- DJ Qualls - Dizzy
- Eliza Dushku - Danielle
- Zooey Deschanel - Nora
- Jerod Mixon - Kirk
- Parry Shen - Glen
- Lyle Lovett - Bear
- Eddie Griffin - Luther
- Sunny Mabrey - Courtney
- Ross Patterson - Conner
- Matt Gogin - Ed Ligget